# Eppenstein (dinastia)
Gli Eppenstein, in tedesco Eppensteiner, talvolta chiamati anche Markwarte o Viehbacher, furono una stirpe medievale che espresse alcuni duchi di Carinzia e sono considerati la prima stirpe ducale locale. Da questa famiglia provengono anche due margravi della marca di Stiria. Il Bindenschild austriaco si può far risalire alla Blutfahne rosso-bianco-rosso di questa famiglia in quanto, quando essa si estinse nel 1122, gli Ottocari ereditarono gli allodi e feudi friulani compresa la sua bandiera del feudo, che a loro volta la passarono ai Babenberg, duchi d'Austria, quando si estinsero nel 1192.

## La dinastia
La famiglia prende il nome dal castello di Eppenstein vicino a Obdach in Stiria, che sorvegliava l'importante percorso attraverso la valle del torrente Granitzenbach e fu menzionato per la prima volta in un documento del 1130. Gli Eppenstein provenivano originariamente dalla Baviera e si stabilirono vicino a Judenburg. Markwart III (prima del 970 fino al 1000 circa) fu il primo margravio della marca an der Mur, che si trovava nell'attuale Stiria ed era collegato con quattro contee dell'Alta Stiria.
Adalberone di Eppenstein riuscì a mettere in sicurezza grandi proprietà nell'area sgomberata. Intorno al 1000 divenne margravio nella marca an der Mur e infine duca di Carinzia nel 1012. Nel 1035 fu deposto e morì quattro anni dopo. Suo figlio Markwart IV († 1076) riuscì a mantenere i ricchi possedimenti e il dominio de facto della Carinzia. Suo figlio Liutpoldo di Eppenstein († 1090) fu nuovamente infeudato nel 1077 dal re Enrico IV di Franconia con il ducato di Carinzia e la marca di Verona. Insieme al fratello Enrico, voleva estendere il suo potere a spese delle arcidiocesi di Bamberga, Salisburgo e Aquileia. Tra il 1076 e il 1103, padre Markwart e Enrico fondarono l'abbazia di St. Lambrecht nell'odierna Stiria, che doveva assicurare il loro potere come centro spirituale e anche come luogo di sepoltura familiare.
Con la morte di Enrico nel 1122, la famiglia Eppenstein si estinse. L'erede degli allodi dell'Alta Stiria fu suo cognato, Ottocaro II di Traungau († 1122) o suo figlio Leopoldo. La dignità ducale in Carinzia andò ai conti di Sponheim, con i quali gli Eppenstein erano legati per matrimonio.

## Albero genealogico degli Eppenstein
Markwart I, conte a Viehbachgau 916.
- Markwart II († dopo il 951), nobile nella zona "Eppenstein" nel 927, conte in Viehbachgau nel 940.
  - Richardis († 1013) ⚭ che sposò Ulrico di Ebersberg († 1029), conte di Ebersberg, margravio di Carniola, Vogt di Obermünster, Tegernsee e Frisinga e del monastero di Ebersberg;
  - Markwart III († 1000) ⚭ che sposò Hadamut di Ebersberg;
    - Adalberone (*intorno al 980; † 1039), duca di Carinzia (1011/12–1035, deposto), margravio della marca di Stiria, conte di Eppenstein, conte di Ennstal ⚭ che sposò Beatrice, figlia del duca Ermanno II di Svevia;
      - Markwart IV († 1076), duca di Carinzia (1073-1076), conte di Eppenstein, Vogt di Bressanone, Rosazzo e St. Lambrecht ⚭ che sposò Liutbirg di Plain († prima del 1103), figlia del conte Liutoldo II, nipote del margravio Guglielmo di der Sann, della stirpe dei Guglielmini;
        - Liutpoldo († 1090), duca di Carinzia (1076-1090), conte di Eppenstein, margravio di Verona, Vogt di Aquileia ⚭ che sposò in prime nozze una donna dal nome sconosciuto, ripudiata ⚭ che sposò in seconde nozze una donna dal nome sconosciuto;
        - Enrico III di Carinzia († 1122), conte di Eppenstein, duca di Carinzia (1090-1122), margravio di Verona (1090-1122), margravio di Carniola (1077-1093), margravio del Friuli (1077-1093), margravio d'Istria (1077/1086? -1093), Vogt d'Aquileia (1076/1090? -1101/02) e Vogt di Moosburg ⚭ che sposò in prime nozze Beatrice di Dießen († 1096), figlia del conte Ottone I († 1065) ⚭ che sposò in seconde nozze Liutgarda ⚭ che sposò in terze nozze Sofia d'Austria, figlia del margravio Leopoldo II;
        - Markwart, conte;
        - Ulrico († 1121), abate di San Gallo (dal 1077), anti-abate di Reichenau (1079), patriarca di Aquileia (dal 1085);
        - Ermanno († 1087), anti-vescovo di Passau (1085-1087).

      - Adalberone di Eppenstein († 1057), vescovo di Bamberga (1053-1057);
      - Willibirg ⚭ che sposò Ottocaro I († 1075), margravio della marca di Stiria;
      - Donna dal nome sconosciuto ⚭ che sposò in prime nozze Cuno II di Welfen, conte di Sualafeldgau ⚭ che sposò in seconde nozze Ottone I († 1065), conte di Dießen.

    - Eberardo († dopo il 1039), conta sull'Isar.
      - Federico;
      - Hadamut ⚭ che sposò Federico I di Ratisbona.

  - Rüdiger († prima del 1000) (vedi Rüdiger von Bechelaren della saga dei Nibelungi).